# Julius Eckert
Julius Eckert, nemški general in vojaški veterinar, * 2. september 1884, † 20. december 1943.